# Dávid Banai
Dávid Banai (ur. 9 maja 1994 w Budapeszcie) – węgierski piłkarz grający na pozycji bramkarza w klubie Újpest FC.

## Kariera juniorska
Banai grał jako junior w Újpest FC do 2011 roku.

## Kariera seniorska

### Újpest FC II
Banai został przeniesiony do drugiej drużyny Újpestu FC 1 lipca 2011. Zadebiutował dla niej 21 września 2011 w meczu z Rákosmente KSK (przeg. 4:1). Pierwsze czyste konto piłkarz ten zachował 3 marca 2012 w wygranym 0:1 spotkaniu przeciwko Szolnoki MÁV FC. Łącznie dla drugiej drużyny Újpestu FC Węgier rozegrał 14 meczów, dwa razy zachowując czyste konto.

### Újpest FC
Banai zadebiutował dla Újpestu FC 30 marca 2015 w wygranym 3:0 spotkaniu przeciwko Kecskeméti TE, zmieniając w 51 minucie Szabolcsa Balajcze. Zachował wtedy również swoje pierwsze czyste konto.

## Kariera reprezentacyjna
| Mecze i gole w reprezentacji | Mecze i gole w reprezentacji | Mecze i gole w reprezentacji | Mecze i gole w reprezentacji | Mecze i gole w reprezentacji | Mecze i gole w reprezentacji | Mecze i gole w reprezentacji | Mecze i gole w reprezentacji              |
| Węgry U-17                   | Węgry U-17                   | Węgry U-17                   | Węgry U-17                   | Węgry U-17                   | Węgry U-17                   | Węgry U-17                   | Węgry U-17                                |
| Lp.                          | Data                         | Miejsce                      | Gospodarz                    | Gość                         | Wynik                        | Gol                          | Rozgrywki                                 |
| ---------------------------- | ---------------------------- | ---------------------------- | ---------------------------- | ---------------------------- | ---------------------------- | ---------------------------- | ----------------------------------------- |
| 1.                           | 29.09.2010                   | Szombathely                  | Węgry U-17                   | Słowacja U-17                | 1:1                          |                              | Mistrzostwa Europy U-17 2011 – eliminacje |
| 2.                           | 24.03.2011                   | Szombathely                  | Węgry U-17                   | Rosja U-17                   | 1:2                          |                              | Mistrzostwa Europy U-17 2012 – eliminacje |
| 3.                           | 26.03.2011                   | Bük                          | Islandia U-17                | Węgry U-17                   | 0:2                          |                              | Mistrzostwa Europy U-17 2012 – eliminacje |
| 4.                           | 29.03.2011                   | Szombathely                  | Węgry U-17                   | Rumunia U-17                 | 1:2                          |                              | Mistrzostwa Europy U-17 2012 – eliminacje |
| Węgry U-19                   |                              |                              |                              |                              |                              |                              |                                           |
| Lp.                          | Data                         | Miejsce                      | Gospodarz                    | Gość                         | Wynik                        | Gol                          | Rozgrywki                                 |
| 1.                           | 04.11.2012                   | Telki                        | Węgry U-19                   | Andora U-19                  | 3:0                          |                              | Mistrzostwa Europy U-19 2013 – eliminacje |
| Węgry U-21                   |                              |                              |                              |                              |                              |                              |                                           |
| Lp.                          | Data                         | Miejsce                      | Gospodarz                    | Gość                         | Wynik                        | Gol                          | Rozgrywki                                 |
| 1.                           | 12.08.2015                   | Telki                        | Węgry U-21                   | Włochy U-21                  | 0:0                          |                              | Mecz towarzyski                           |
| 2.                           | 16.11.2015                   | Győr                         | Węgry U-21                   | Grecja U-21                  | 2:1                          |                              | Mistrzostwa Europy U-21 2017 – eliminacje |
| 3.                           | 06.09.2016                   | Lublin                       | Polska U-21                  | Węgry U-21                   | 1:1                          |                              | Mecz towarzyski                           |
| 4.                           | 10.10.2016                   | Ateny                        | Grecja U-21                  | Węgry U-21                   | 3:1                          |                              | Mistrzostwa Europy U-21 2017 – eliminacje |

## Sukcesy
Sukcesy w karierze klubowej:
- Puchar Węgier – 3×, z Újpestem FC, sezony 2013/2014, 2017/2018 i 2020/2021
- Puchar Węgier – 1×, z Újpestem FC, sezon 2015/2016
- Superpuchar Węgier – 1×, z Újpestem FC, sezon 2014/2015